# Awer Mabil
Awer Denis Bul Mabil (* 15. September 1995 in Kakuma) ist ein australischer Fußballspieler. Er steht aktuell bei Grasshopper Club Zürich unter Vertrag.

## Biografie

### Verein
Mabil wurde 1995 als Sohn sudanesischer (seit 2011 südsudanesischer) Eltern im Flüchtlingslager Kakuma im Nordwesten Kenias geboren. 2006 erhielt er gemeinsam mit seiner Familie Asyl in Australien und wurde in Andrews Farm, einem nördlichen Vorort von Adelaide angesiedelt. Erst in Australien begann er sich im Zusammenhang mit der Teilnahme der australischen Nationalelf an der Weltmeisterschaft 2006 näher für Fußball zu interessieren und begann schließlich bei Salisbury East mit dem Fußballspiel. In der Folge spielte er in den Nachwuchsteams von Playford City und gelangte mit seinen dortigen Leistungen in das Blickfeld der Staatsauswahl. Tony Vidmar, Trainer des South Australian Sports Institute (SASI), wurde während eines Sichtungslehrgangs auf Mabil aufmerksam und dieser erhielt letztlich 2010 ein Stipendium am SASI. 2010 erhielt er zudem eine Förderung von der Martyn Crook Foundation. Nachdem er 2011 weiterhin für das SASI in der Reserveliga der Super League spielte, trainierte der Offensivspieler in der Folge auch mit dem Nachwuchsteam von Adelaide United. In der Saison 2012 spielte er für Campbelltown City in der FFSA Super League und erzielte hierbei einen Treffer in 14 Einsätzen.
Mit dem Saisonende wechselte er in das Jugendteam von Adelaide United, mit dem er in der Spielzeit 2012/13 in der National Youth League antrat. Seine dortigen Leistungen bescherten ihm im Januar 2013 einen zur Saison 2013/14 gültigen Profivertrag über 40.000 A$, der vorgeschriebenen Mindestsumme für einen Nachwuchsspieler. Bereits wenige Tage später kam Mabil, begünstigt durch den Ausfall von Fábio Ferreira, am 16. Januar 2013 bei einem 3:2-Sieg gegen Perth Glory per Einwechslung zu seinem Profidebüt in der A-League. Zum Zeitpunkt seines Debüts verdiente Mabil 50 A$ pro Woche und musste von seinem Wohnort jeden Tag mehrere Stunden mit dem Bus fahren, um zum Training zu gelangen. Am Saisonende wurde Mabil, dessen Geschwindigkeit und Dribbelfertigkeiten auf der rechten Außenbahn von John Kosmina, Trainer des Profiteams, hervorgehoben wurden, zudem als bester Spieler der National Youth League ausgezeichnet.
Im April 2013 wurde Mabil erstmals vom australischen Verband in ein Trainingslager eingeladen. Gemeinsam mit seinen Mannschaftskameraden Jacob Melling und Paul Izzo nahm er an einem Trainingslager im Hinblick auf die U-20-Weltmeisterschaft 2013 teil, zu einer Aufnahme in den Turnierkader reichte es aber nicht.
Im Juli 2015 verließ er sein Heimatland und wechselte auf den europäischen Kontinent zum FC Midtjylland. Dort kam er eine Saison zum Einsatz, bevor er die folgenden beiden Spielzeiten auf Leihbasis zunächst beim Esbjerg fB und anschließend beim FC Paços de Ferreira verbrachte. Im Februar 2022 folgte eine weitere Leihe – dieses Mal zu Kasımpaşa Istanbul bis Saisonende. Nach Ablauf der Leihe wechselte der Australier zum FC Cádiz nach Spanien. Im August 2023 wechselte er zum Schweizer Klub Grasshopper Zürich und unterschrieb dort einen Zweijahresvertrag.

### Nationalmannschaft
Mabil debütierte im Oktober 2018 in einem Freundschaftsspiel für die australische A-Nationalmannschaft.

## Erfolge
- Australischer Pokalsieger: 2014
- Bester Spieler der National Youth League: 2012/13